# بعد الشر (فلم)
بعد الشر هو فيلم مصري عرض عام 2023م في موسم عيد الفطر، بطولة علي ربيع وميرنا نور الدين ورنا رئيس وأوس أوس وبوليا مصطفى وبيومي فؤاد ومصطفى بسيط وعلاء مرسي ومحمد أنور، ومن تأليف أمين جمال ووليد أبو المجد وإخراج أحمد عبد الوهاب، وهو من أفلام عيد الفطر 1444 هـ.

## قصة الفيلم
تدور أحداث القصة في إطار من الكوميديا حول شاب يدعى "سليم" أو نداء "سولي"، يهرب من زوجته فرح. يقع سولي في حب فتاة أخرى تدعى "مريم"، ويقرر الزواج منها. يعلم سولي أنه لا يمكنه الزواج من مريم بسبب تعويذة سحرية. يقرر سولي مع صديقه "مشمش" محاولة فك التعويذة، ويخوض العديد من المغامرات لتحقيق هدفه.

## فريق العمل
- إخراج: أحمد عبد الوهاب
- تأليف: أمين جمال، وليد أبو المجد
- مدير التصوير: أحمد عاشور
- إنتاج: السبكي للإنتاج السينمائي (أحمد السبكي)

## روابط خارجية
- بعد الشر على موقع الدهليز
- بعد الشر على موقع قاعدة بيانات الأفلام العربية